# Ausktribosphenidae
Ausktribosphenidae é uma ordem de mamíferos extintos que viveram no Cretáceo Inferior da Austrália. A ordem apresenta apenas uma família, Ausktribosphenidae que contêm dois gêneros com uma espécie cada: Ausktribosphenos nyktos e Bishops wetmorei.